# Eisaku Sato
Eisaku Satō (佐藤榮作; Satō Eisaku) (født 27. marts 1901 i Tabuse, Yamaguchi præfektur, død 3. juni 1975 i Tokyo) var en japansk politiker, der var landets premierminister i tre perioder fra 1967 til 1972. Sammen med Seán MacBride modtog han Nobels fredspris i 1974 for Japans tiltrædelse af ikke-spredningstraktaten.
Sato var uddannet i jura fra Tokyos Universitet. Han var medlem af flere politiske partier gennem sin karriere, men under sin tid som premierminister repræsenterede Det liberaldemokratiske parti.